# Oreille d'or
Dans le jargon militaire de France, celui qu'on surnomme « oreille d'or » est un officier marinier (sous-officier), analyste en guerre acoustique (AGA). Spécialiste des sonars, il est chargé d'écouter, dissocier et reconnaître des bruits qui peuvent être d'origine biologique (cachalot, banc de crevettes ou de poissons etc.), sismique ou humaine (bateaux de commerce ou de guerre, sous-marins, exploitations pétrolières...), provenant de l'extérieur du bâtiment grâce aux micros et au sonar. Cette expertise est acquise et non innée et permet d'identifier plus de 5 000 sons différents,. Le métier s'est complexifié avec la multiplication des activités en mer.
L'expertise de l'analyste est notamment mobilisée dans les sous-marins, bâtiment aveugle où cet apport permet d'analyser l'environnement.
L'expression est reprise par d'autres métiers en lien avec le son. Par exemple, le terme désigne les personnes contrôlant les infrastructures du métro de Paris.
Le métier d'analyse en guerre acoustique est popularisé en 2019 par le film Le Chant du loup qui met en scène une « oreille d'or » de la Marine nationale.